# サヘルの声
サヘルの声（サヘルのこえ、フランス語: Voix du Sahel）は、ニジェールの国営ラジオ局。ニアメに本部を置き、周波数91.3MHzで放送が行われている。1958年にラジオ・ニジェール（Radio Niger）として放送を開始し、1974年に現在の名称に変更された。ニジェール唯一の国営ラジオ局として公用語であるフランス語を含む8言語での放送を行っている。放送はFM局の外中波・短波の中継局を利用して国内全土を受信可能範囲に収めている。